# Ranfurlya constanceae
Ranfurlya constanceae är en snäckart som beskrevs av Suter 1903. Ranfurlya constanceae ingår i släktet Ranfurlya och familjen Charopidae. Inga underarter finns listade i Catalogue of Life.